# حوزه انتخابیه پاوه، جوانرود، ثلاث باباجانی و روانسر
حوزهٔ انتخاباتی پاوه، جوانرود، ثلاث باباجانی و روانسر (اورامانات) یکی از حوزه‌هایِ استان کرمانشاه برای انتخابات مجلس شورای اسلامی است.

## نمایندگانمجلس شورای اسلامی
این فهرست شامل نمایندگان حوزهٔ انتخابیهٔ پاوه، جوانرود، ثلاث باباجانی و  روانسر در مجلس شورای اسلامی است. این حوزهٔ انتخابیه تاکنون در هر دوره یک نماینده داشته‌است.
| دوره    | نام نماینده       | از سال | تا سال | رای    | درصد  |
| ------- | ----------------- | ------ | ------ | ------ | ----- |
| اول     | احمد بهرامی       | ۱۳۵۹   | ۱۳۶۳   | -      | -     |
| دوم     | رحمان رحیمی       | ۱۳۶۳   | ۱۳۶۷   | -      | -     |
| سوم     | علی‌محمد باباخاص   | ۱۳۶۷   | ۱۳۷۱   | -      | -     |
| چهارم   | سید فتح‌الله حسینی | ۱۳۷۱   | ۱۳۷۵   | -      | -     |
| پنجم    | محمدرئوف قادری    | ۱۳۷۵   | ۱۳۷۹   | -      | -     |
| ششم     | مصطفی محمدی       | ۱۳۷۹   | ۱۳۸۳   | -      | -     |
| هفتم    | مصطفی محمدی       | ۱۳۸۳   | ۱۳۸۷   | -      | -     |
| هشتم    | سید فتح‌الله حسینی | ۱۳۸۷   | ۱۳۹۱   | -      | -     |
| نهم     | نعمت‌الله منوچهری  | ۱۳۹۱   | ۱۳۹۴   | -      | -     |
| دهم     | شهاب نادری        | ۱۳۹۵   | ۱۳۹۹   | ۳۲٫۵۱۴ | ۲۹٫۰۶ |
| یازدهم  | آرش زره‌تن لهونی   | ۱۳۹۹   | ۱۴۰۳   | ۳۰٫۹۳۳ | -     |
| دوازدهم | رستگار یوسفی      | ۱۴۰۳   | ۱۴۰۷   | ۲۵٫۷۷۱ | -     |

## پی‌نوشت و منبع
- «جدول حوزه‌های انتخابیه در انتخابات دهمین دورهٔ مجلس شورای اسلامی» (PDF). مرکز پژوهش و سنجش افکار صدا و سیما. بایگانی‌شده از اصلی (PDF) در ۵ اکتبر ۲۰۱۸. دریافت‌شده در ۲۶ ژوئیه ۲۰۱۶.